# Laurent Remilleux
Pour les articles homonymes, voir Remillieux.
Laurent Remilleux (1882-1949) ou Laurent Remillieux (d'après son état civil) est un prêtre catholique, proche du Sillon et à ce titre perçu comme progressiste. Il est le fondateur de la paroisse Notre-Dame-Saint-Alban à Lyon.

## Hommages

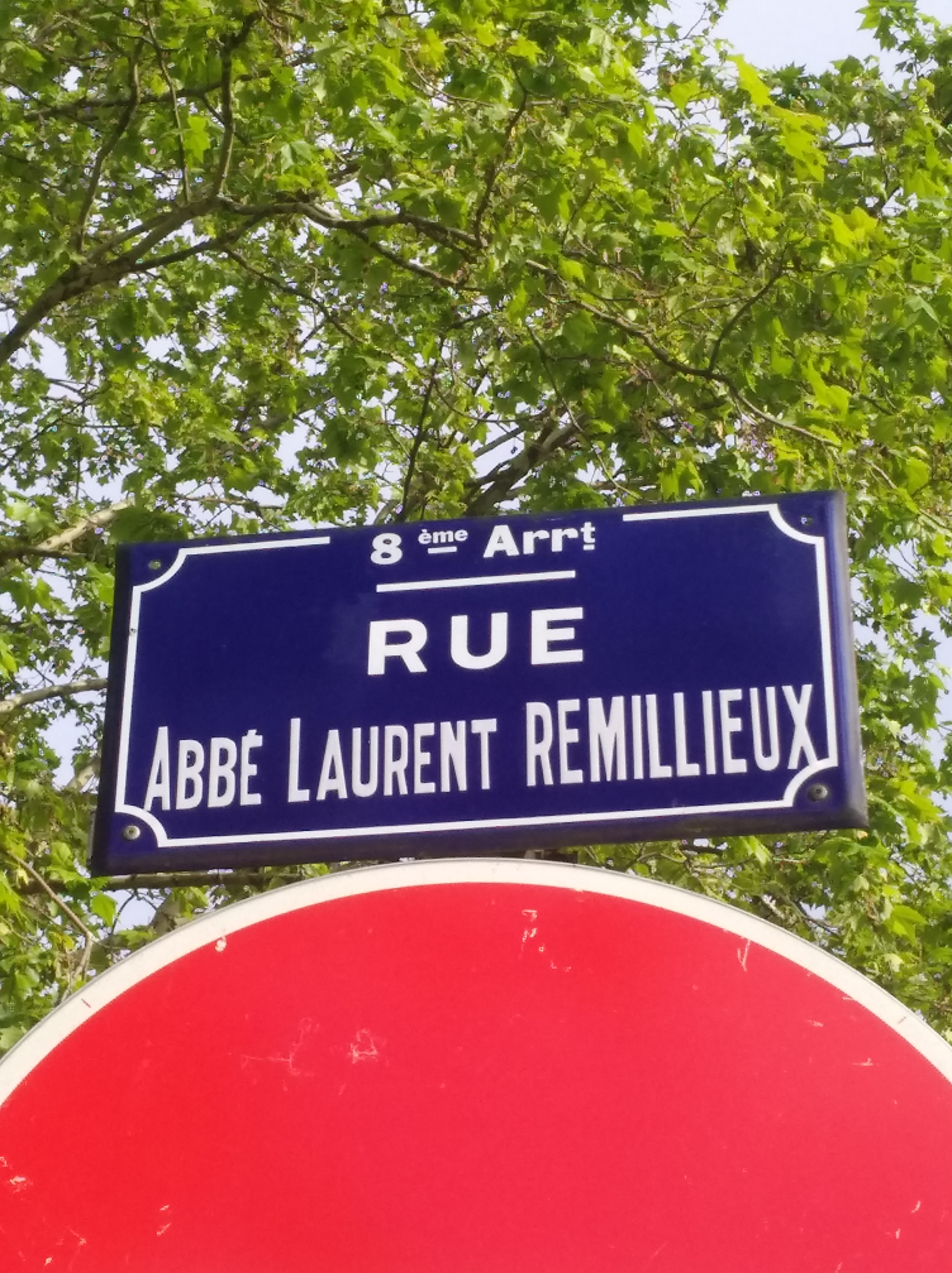
Plaque de la rue de l'Abbé-Laurent-Remillieux.

- Il y a une rue de l'Abbé-Laurent-Remillieux à Lyon[3].